# Ronchamp
Ronchamp ist eine französische Gemeinde im Département Haute-Saône (Region Bourgogne-Franche-Comté) mit einer Fläche von 2354 Hektar und 3061 Einwohnern.

## Geografie
Ronchamp liegt am Fuß der Vogesen in einer Höhenlage von 353 Meter. Zusammen mit acht Nachbarorten bildet Ronchamp das territoire de la Communauté de Communes Rahin et Chérimont (wörtlich: „Gebiet der Gemeinschaftsgemeinden Rahin und Chérimont“) mit insgesamt ca. 12.000 Einwohnern. Das Gemeindegebiet von Ronchamp ist Teil des Regionalen Naturparks Ballons des Vosges.
Die Gemeinde hat einen Bahnhof an der Bahnstrecke Paris–Mulhouse, welcher von TER Franche-Comté Zügen bedient wird.

## Bevölkerungsentwicklung
| Jahr                       | 1962 | 1968 | 1975 | 1982 | 1990 | 1999 | 2011 | 2018 |
| Einwohner                  | 2981 | 3058 | 3087 | 3132 | 3088 | 2965 | 2938 | 2743 |
| Quellen: Cassini und INSEE |      |      |      |      |      |      |      |      |

## Kultur und Sehenswürdigkeiten

### Kirchen
International bekannt wurde Ronchamp durch die 1953 bis 1955 von Le Corbusier erbaute Kapelle Notre Dame du Haut, die als Architekturikone angesehen wird. Ihr Standort an dem früheren Oppidum von Bourlémont oberhalb des Ortes ist eine sehr alte Wallfahrtsstätte des Marienkultes und bietet ein weites Panorama über die Umgebung.
Die neogotische Pfarrkirche im Ortskern stammt aus dem 19. Jahrhundert.

### Bergbaumuseum
Der Bergbau in Ronchamp begann in der Mitte des 17. Jahrhunderts und entwickelt sich bis zum Ende des 19. Jahrhunderts zu einer Industrie mit 1500 Beschäftigten. Das Steinkohlebecken besteht aus drei übereinander liegenden Kohleadern von 40 cm bis 3 Metern Dicke. Der Abbau erfolgte 1904 bis 1958 bis zu einer Tiefe von 994,64 Metern; seit 1946 war die Zeche verstaatlicht. In der Blütezeit dieser Zeche, 1860, waren hier 1503 Bergleute beschäftigt. Pro Zehnstundentag wurden 1000 Tonnen Kohle gefördert.
Die Puits Sainte-Marie waren der Schacht einer ehemaligen Kohlenzeche, deren Geschichte in dem Bergwerksmuseum Marcel Maulini geschildert wird. Das Museum bietet eine Rückschau auf die Arbeit der Bergleute, die von ihnen verwendeten Werkzeuge und Techniken sowie ihr gesellschaftliches Leben. Darüber hinaus wird eine bemerkenswerte Sammlung von Berglampen ausgestellt.

Notre Dame du Haut
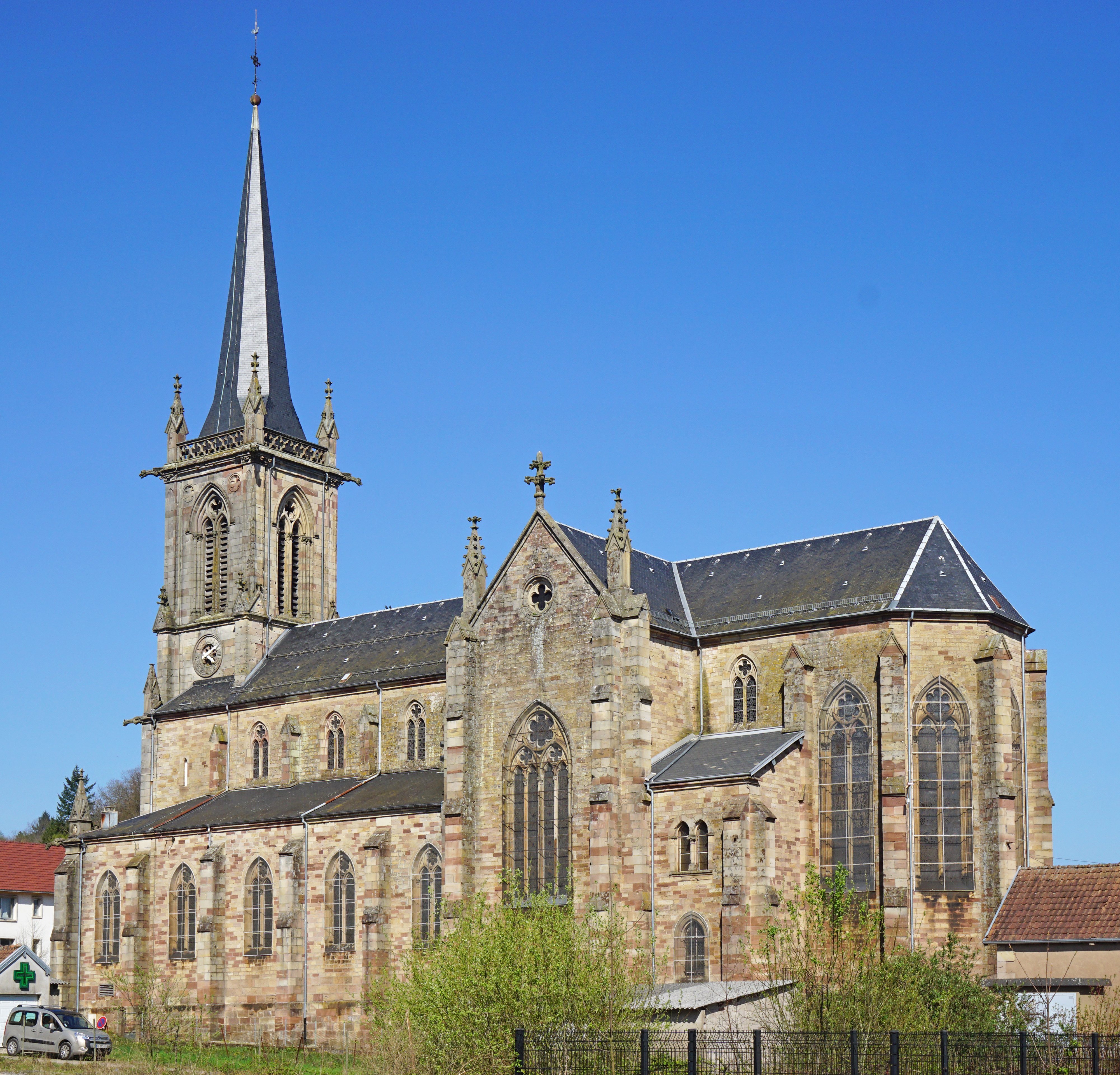
Neugotische Pfarrkirche
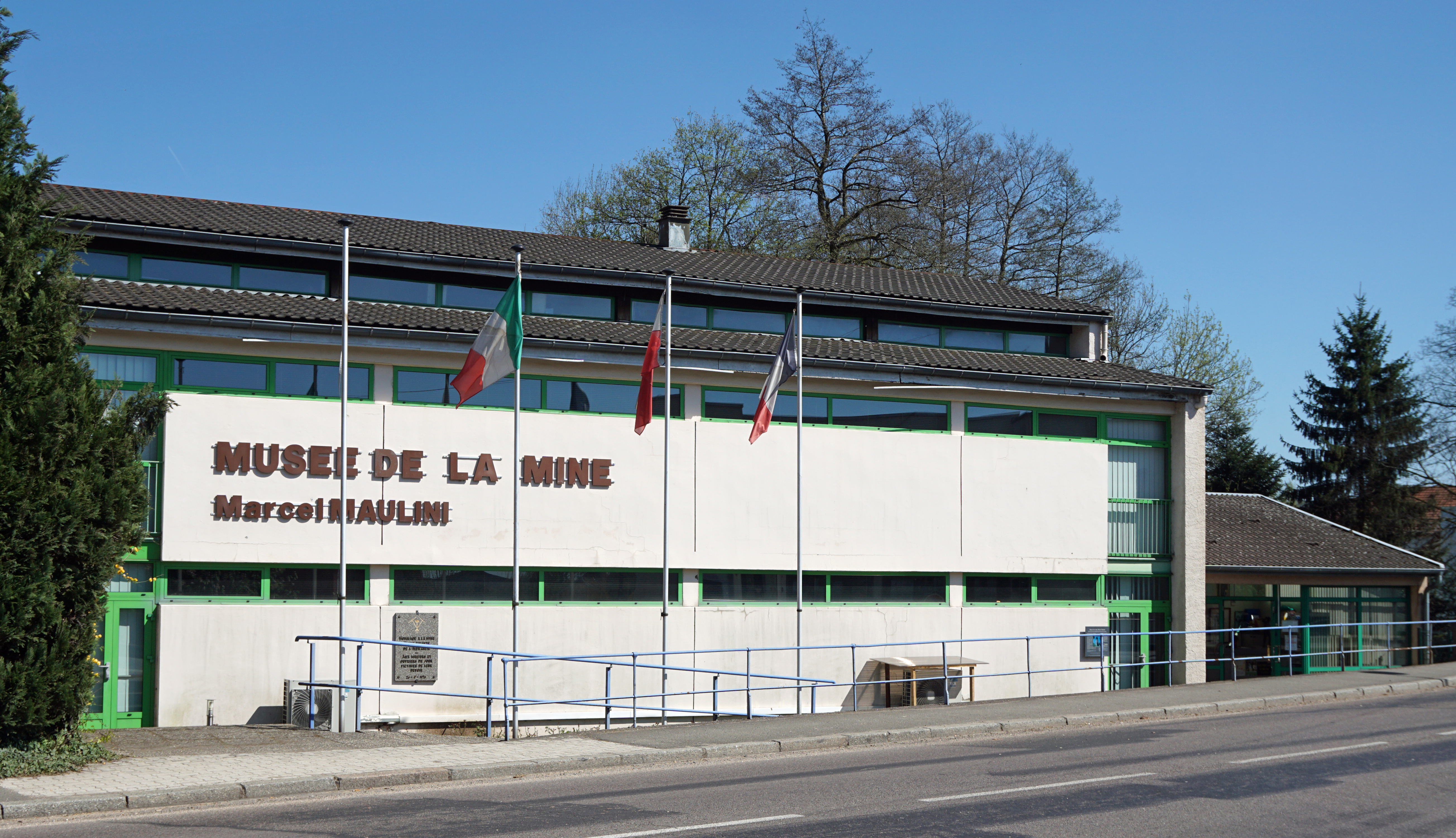
Museum Marcel Maulini
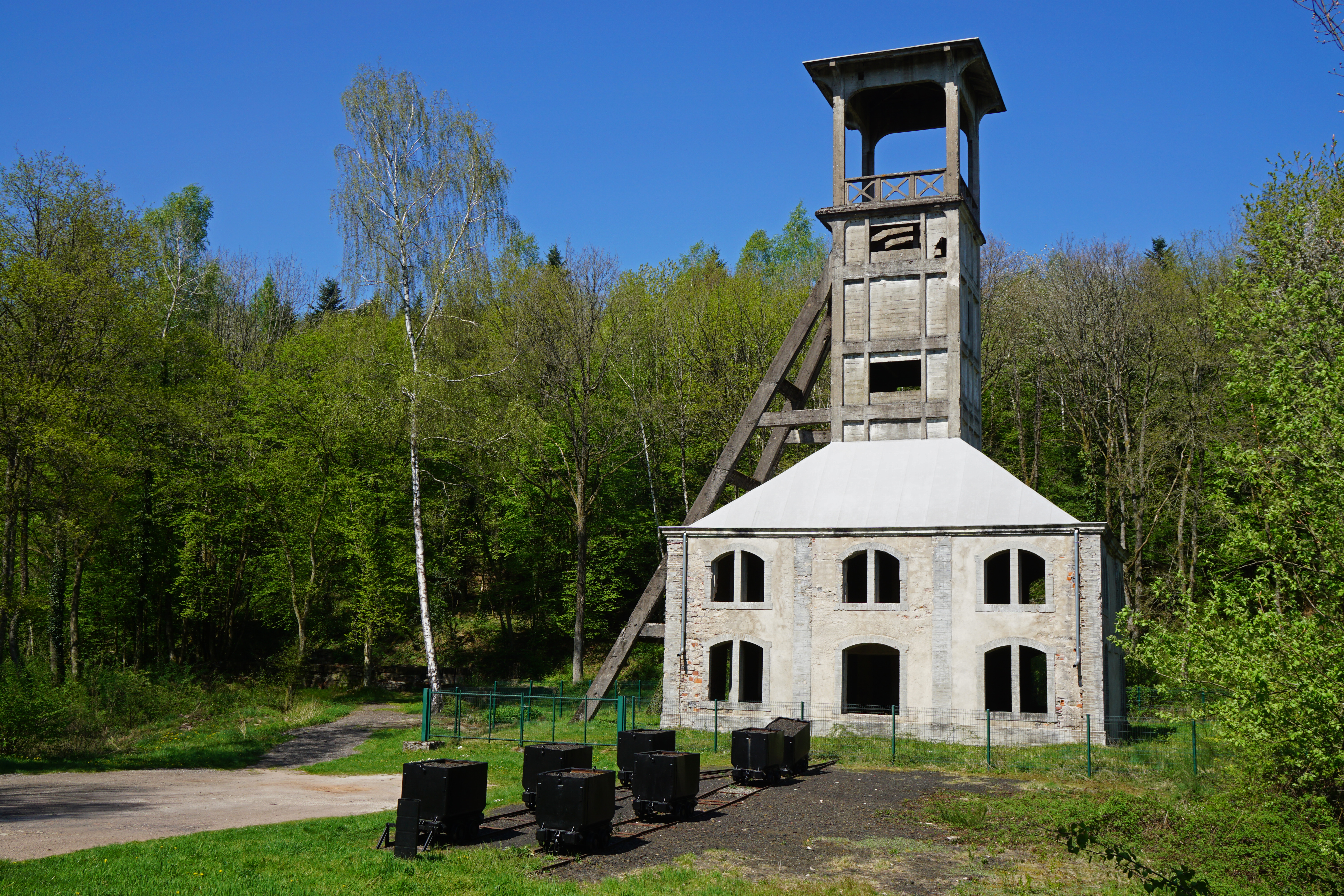
Schacht Sainte Marie im Jahre 2015

## Partnergemeinden
- Cuveglio, Italien
- Sułkowice, Polen